# Yōichi Motohashi

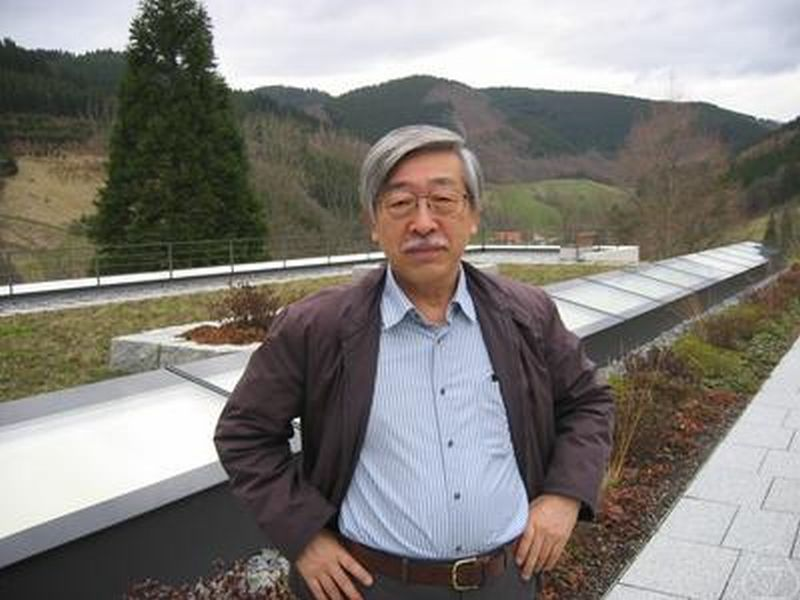
Yōichi Motohashi, Oberwolfach 2008

Yōichi Motohashi (jap. 本橋　洋一, Motohashi Yōichi; * 21. Februar 1944) ist ein japanischer Mathematiker, der sich mit analytischer Zahlentheorie befasst. Er ist Professor an der Nihon-Universität in Tokio.

## Leben
Motohashi erwarb 1966 seinen Abschluss in Mathematik an der Universität Kyōto, an der er 1974 promoviert wurde.
Motohashi befasst sich insbesondere mit der Riemannschen Zetafunktion und arbeitete unter anderem mit Matti Jutila zusammen sowie mit Dan Goldston, János Pintz und Cem Yildirim an der Vereinfachung des Beweises ihres Satzes über den asymptotischen Abstand aufeinanderfolgender Primzahlen.
Er ist auswärtiges Mitglied der Finnischen Akademie der Wissenschaften und Ehrendoktor der Universität Turku.

## Schriften
- Analytische Zahlentheorie. Band 1: Die Verteilung der Primzahlen (japanisch). Asakura Books, Tokio 2009, Band 2: Zeta Analysis (japanisch), 2011
- Die Riemannsche Zetafunktion und automorphe Wellen (japanisch). Kyouritu Publ., Tokio 1999
- Spectral theory of the Riemann Zeta-Function. Cambridge University Press 1997
- Sieve methods and prime number theory. Tata Institute of Fundamental Research, Springer Verlag, 1983
- Riemann-Siegel Formula. University of Colorado, Boulder 1987
- Herausgeber: Analytic number theory. In: London Mathematical Society Lecture Note, Series 247, Cambridge University Press, 1997 (darin von Motohashi: Trace formula over the hyperbolic upper half space)
- Spectral analysis of the zeta and L-functions, 2012, arxiv:1203.0269
- An overview of the sieve method and its history. 2005, arxiv:math/0505521
- The twin prime conjecture, 2014, arxiv:1401.6614
- Prime numbers -your gems, 2005, arxiv:math/0512143